# Nærbø IL
Nærbø IL, vollständiger Name Nærbø Idrettslag (deutsch: Sportverein Nærbø), ist ein Sportverein aus Nærbø (Provinz Rogaland) in Norwegen. Besonders bekannt ist die Männer-Handballabteilung des Vereins. Angeboten werden zudem Bandy, Basketball, Curling, Eishockey, Fußball und Krafttraining.

## Geschichte
Der Verein wurde am 23. September 1923 gegründet.

## Handball der Männer
Die erste Männer-Mannschaft der Handballabteilung von Nærbø IL spielt in der höchsten norwegischen Liga, der Eliteserien.
Im europäischen Vereinswettbewerb EHF European Cup gewannen sie den Titel der Spielzeit 2021/2022. In den Finalspielen des EHF European Cup 2022/23 unterlagen sie dem serbischen Verein RK Vojvodina in beiden Partien.